# 13 Washington Square
13 Washington Square è un film del 1928 diretto da Melville W. Brown. Tratto dal romanzo di Leroy Scott, il film venne interpretato da Jean Hersholt e da Alice Joyce, prodotto e distribuito dalla Universal Pictures. Uscì nelle sale nel gennaio del 1928.

## Trama
A New York, nell'elegante Washington Square, al numero civico 13 (indirizzo veramente esistente), vive la famiglia De Peyster. La  raffinata signora  e il marito sono in procinto di partire per una crociera in Europa, lasciando a casa i gioielli. Ladro e truffatore, 'Diacono' Pyecroft progetta la rapina e, di notte, si arrampica sui muri per entrare dalla finestra nell'appartamento vuoto. Ma i De Peyster ricevono un cablogramma che annuncia il matrimonio di Jack, il loro figlio, con una ragazza qualunque. I De Peyster lasciano immediatamente la nave e tornano a casa per rompere il fidanzamento. A Washington Square, intanto, Jack e la fidanzata Maria si trovano un diacono per potersi sposare e lo trovano nella persona di Pyecroft.

## Produzione
Prodotto dall'Universal Pictures, il film è ambientato a Washington Square.

## Distribuzione
Il film fu distribuito dall'Universal Pictures e uscì nelle sale nel gennaio 1928.